# Puchar Borysa Jelcyna 2009
Puchar Borysa Jelcyna – VII. edycja towarzyskiego turnieju siatkarskiego, który trwał od 28 czerwca do 2 lipca. W turnieju udział wzięło 6 reprezentacji:
- Azerbejdżan
- Białoruś
- Holandia
- Japonia
- Kuba
- Rosja

## Faza grupowa

### Grupa A
Tabela
| Poz. | Reprezentacja | Pkt | Mecze | Mecze | Mecze | Sety | Sety | Sety  | Małe punkty | Małe punkty | Małe punkty |
| Poz. | Reprezentacja | Pkt | M     | Z     | P     | wyg. | prz. | ratio | zdob.       | str.        | ratio       |
| ---- | ------------- | --- | ----- | ----- | ----- | ---- | ---- | ----- | ----------- | ----------- | ----------- |
| 1    | Japonia       | 4   | 2     | 2     | 0     | 6    | 2    | 3,000 | 196         | 173         | 1,133       |
| 2    | Rosja         | 3   | 2     | 1     | 1     | 4    | 4    | 1,000 | 188         | 183         | 1,027       |
| 3    | Białoruś      | 2   | 2     | 0     | 2     | 2    | 6    | 0,333 | 170         | 198         | 0,859       |

Legenda: Poz. – pozycja, Pkt – liczba punktów, M – liczba meczów, Z – mecze wygrane, P – mecze przegrane, wyg. – sety wygrane, prz. – sety przegrane, zdob. – małe punkty zdobyte, str. – małe punkty stracone
Wyniki
| 28 czerwca 2011 |

|  | Rosja | 3:1(25:16, 25:27, 25:19, 25:23) | Białoruś |  |
|  |       | 3:1(25:16, 25:27, 25:19, 25:23) |          |  |

| 29 czerwca 2011 |

|  | Rosja | 1:3(20:25, 25:23, 21:25, 22:25) | Japonia |  |
|  |       | 1:3(20:25, 25:23, 21:25, 22:25) |         |  |

| 30 czerwca 2011 |

|  | Japonia | 3:1(25:20, 23:25, 25:17, 25:23) | Białoruś |  |
|  |         | 3:1(25:20, 23:25, 25:17, 25:23) |          |  |

### Grupa B
Tabela
| Poz. | Reprezentacja | Pkt | Mecze | Mecze | Mecze | Sety | Sety | Sety  | Małe punkty | Małe punkty | Małe punkty |
| Poz. | Reprezentacja | Pkt | M     | Z     | P     | wyg. | prz. | ratio | zdob.       | str.        | ratio       |
| ---- | ------------- | --- | ----- | ----- | ----- | ---- | ---- | ----- | ----------- | ----------- | ----------- |
| 1    | Holandia      | 4   | 2     | 2     | 0     | 6    | 3    | 2,000 | 204         | 184         | 1,109       |
| 2    | Kuba          | 3   | 2     | 1     | 1     | 4    | 4    | 1,000 | 182         | 179         | 1,017       |
| 3    | Azerbejdżan   | 2   | 2     | 0     | 2     | 3    | 6    | 0,500 | 182         | 205         | 0,888       |

Legenda: Poz. – pozycja, Pkt – liczba punktów, M – liczba meczów, Z – mecze wygrane, P – mecze przegrane, wyg. – sety wygrane, prz. – sety przegrane, zdob. – małe punkty zdobyte, str. – małe punkty stracone
Wyniki
| 28 czerwca 2011 |

|  | Holandia | 3:2(25:18, 21:25, 25:22, 23:25, 15:8) | Azerbejdżan |  |
|  |          | 3:2(25:18, 21:25, 25:22, 23:25, 15:8) |             |  |

| 29 czerwca 2011 |

|  | Kuba | 3:1(21:25, 25:18, 25:19, 25:22) | Azerbejdżan |  |
|  |      | 3:1(21:25, 25:18, 25:19, 25:22) |             |  |

| 30 czerwca 2011 |

|  | Kuba | 1:3(25:19, 22:25, 15:25, 24:26) | Holandia |  |
|  |      | 1:3(25:19, 22:25, 15:25, 24:26) |          |  |

## Faza play-off

### Półfinały
| 1 lipca 2011 |

|  | Kuba | 0:3(19:25, 20:25, 16:25) | Japonia |  |
|  |      | 0:3(19:25, 20:25, 16:25) |         |  |

|  | Rosja | 3:1(25:27, 25:20, 25:22, 25:20) | Holandia |  |
|  |       | 3:1(25:27, 25:20, 25:22, 25:20) |          |  |

### Mecz o 5. miejsce
| 1 lipca 2011 |

|  | Azerbejdżan | 2:3(22:25, 25:22, 19:25, 25:20, 13:15) | Białoruś |  |
|  |             | 2:3(22:25, 25:22, 19:25, 25:20, 13:15) |          |  |

### Mecz o 3. miejsce
| 2 lipca 2011 |

|  | Holandia | 3:0(25:17, 15:23, 25:21) | Kuba |  |
|  |          | 3:0(25:17, 15:23, 25:21) |      |  |

### Finał
| 2 lipca 2011 |

|  | Rosja | 3:2(20:25, 25:20, 25:18, 20:25, 16:14) | Japonia |  |
|  |       | 3:2(20:25, 25:20, 25:18, 20:25, 16:14) |         |  |

## Klasyfikacja końcowa
| Miejsce | Reprezentacja |
| ------- | ------------- |
| 1.      | Rosja         |
| 2.      | Japonia       |
| 3.      | Holandia      |
| 4.      | Kuba          |
| 5.      | Białoruś      |
| 6.      | Azerbejdżan   |